# Conus anabelae
Conus anabelae – gatunek ślimaka z rodziny stożków (Conidae). Występuje endemicznie u wybrzeży Angoli.

## Taksonomia
Gatunek opisali po raz pierwszy Emilio Rolán i Dieter Röckel w roku 2001. Nazwa gatunkowa anabelae upamiętnia Anabelę, córkę Francisco Fernandesa, która wraz z ojcem zebrała okazy służące jako holotyp i paratypy.

## Charakterystyka muszli
U holotypu muszla mierzy 23,3 mm długości i 13,1 mm szerokości. Ogólnie długość muszli wynosi 18–29 mm; stosunek szerokości do długości 0,66–0,78. Otwór biały, podłużny, im bliżej skrętki, tym węższy. Barwa tła jasnobrązowa, miejscami jaśniejsza lub ciemniejsza, muszla opasana jest biegnącymi spiralnie pasami lub kreskami.

## Zasięg występowania
C. anabelae występuje endemicznie na wybrzeżach okolic Moçâmedes; łączna długość linii brzegowych wynosi 50–60 km. Spotykany w płytkich wodach, pod skałami lub zakopany w piasku. Wraz z tym gatunkiem występują Conus filmeri i Conus fuscolineatus.